# آزمایش مواد مخدر

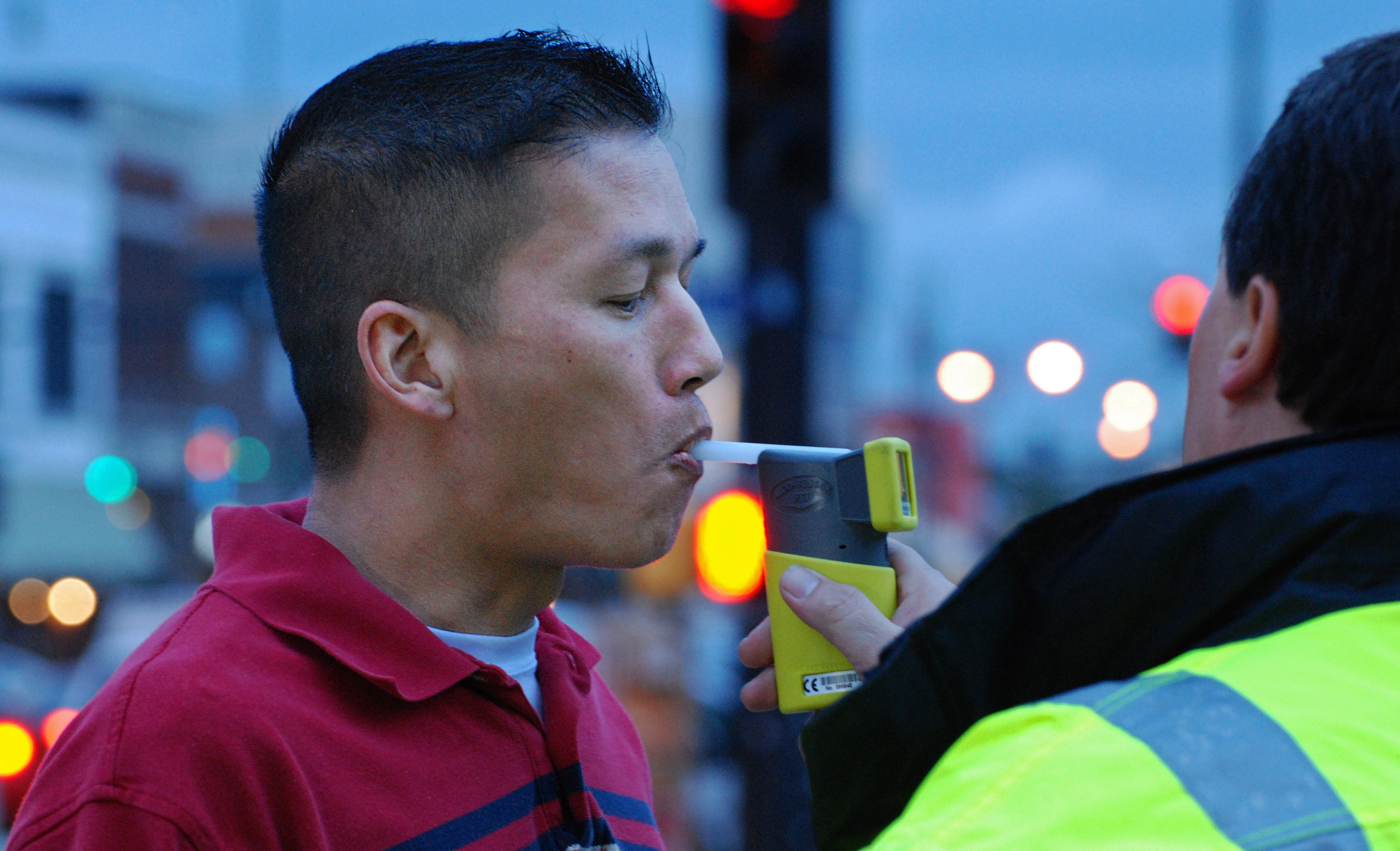
آزمایش تنفس بر روی داوطلب استفاده می‌شود

آزمایش مواد مخدر (به انگلیسی: Drug test) یک تجزیه و تحلیل فنی از یک نمونه بیولوژیکی است، به عنوان مثال ادرار، مو، خون، نفس، عرق، یا مایع بزاق دهان - برای تعیین وجود یا نبود داروهای اصلی یا متابولیت‌های آنها. کاربردهای عمده آزمایش مواد مخدر شامل تشخیص وجود استروئیدهای افزایش‌دهنده کارکرد در ورزش، غربالگری کارفرمایان و افسران آزادی مشروط / مشروط برای مواد مخدر ممنوع‌شده توسط قانون (مانند کوکائین، مت‌آمفتامین و هروئین) و آزمایش افسران پلیس برای وجود و غلظت الکل (اتانول) در خون است که معمولاً به عنوان BAC (محتوای الکل خون) نامیده می‌شود. آزمایش‌های BAC معمولاً از طریق دستگاه تنفسی انجام می‌شود، در حالی که آزمایش ادرار برای اکثر آزمایش‌های دارویی در ورزش و محل کار استفاده می‌شود. چندین روش دیگر با درجه‌های مختلفی از دقت، حساسیت (آستانه تشخیص/برش)، و دوره‌های تشخیص وجود دارد.
آزمایش مواد مخدر ممکن است به آزمایشی نیز اشاره داشته باشد که تجزیه و تحلیل شیمیایی کمی از یک داروی غیرقانونی را ارائه می‌دهد که معمولاً برای کمک به مصرف مسئولانه دارو در نظر گرفته شده‌است.